# Bonanno: A Godfather’s Story
Bonanno: A Godfather’s Story, auch bekannt als The Youngest Godfather (DVD-Titel), ist ein zweiteiliger Fernsehfilm aus dem Jahr 1999 und erzählt die Geschichte des Mafiosos Joseph Charles Bonanno, Sr. alias „Joe Bananas“ während seines Aufstieges in den Reihen der amerikanischen Cosa Nostra. Es handelt sich um eine Verfilmung der zwei Bücher A Man of Honor: The Autobiography of Joseph Bonanno von Bonanno, Sr. selbst und Bound By Honor: A Mafioso’s Story von dem ehemaligen Mafioso und Sohn von Bonanno, Sr., Salvatore „Bill“ Bonanno.

## Handlung
Der alternde Joe Bonanno erzählt seine eigene Geschichte im Rückblick. Nach Amerika geflohen, um dem faschistischen Regime von Benito Mussolini zu entgehen, steigt er mit der Zeit in der Hierarchie der amerikanischen Cosa Nostra zu einem der bekanntesten Mafia-Bosse des Landes auf.

## Hintergrund
Der Film wurde in Palermo, Rom und Montreal gedreht und in den USA erstmals am 25. Juli 1999 ausgestrahlt.

## Auszeichnungen/Nominierungen
| Preis                                                        | Kategorie                                                          | Nominierte                                                                 | Resultat  |
| ------------------------------------------------------------ | ------------------------------------------------------------------ | -------------------------------------------------------------------------- | --------- |
| Canadian Society of Cinematographers Awards (2000) CSC Award | Beste Kamera / TV-Drama                                            | Serge Ladouceur                                                            | Nominiert |
| Gemini Awards (2001) Gemini Award                            | Beste Sound-Bearbeitung in einer Drama-Serie                       | Christian Rivest, Guy Francoeur, Louis Dupire, Diane Boucher, Alice Wright | Gewonnen  |
| Gemini Awards (2001) Gemini Award                            | Beste Regie in einer Drama-Serie                                   | Michel Poulette                                                            | Nominiert |
| Gemini Awards (2001) Gemini Award                            | Beste Originalmusik für einer Drama-Serie                          | Richard Grégoire                                                           | Nominiert |
| Motion Picture Sound Editors (2000) Golden Reel Award        | Beste Sound-Bearbeitung – Fernseh-Mini-Serie – Effekte & Geräusche | Louis Dupire, Christian Rivest, Guy Francoeur, François Dupire             | Nominiert |
| Motion Picture Sound Editors (2000) Golden Reel Award        | Beste Sound-Bearbeitung – Fernseh-Mini-Serie – Dialog & ADR        | Alice Wright, Diane Boucher, Lucie Fortier                                 | Nominiert |
| Satellite Awards (2000) Golden Satellite Award               | Beste Mini-Serie                                                   |                                                                            | Nominiert |